# Шаптинское сельское поселение
Шапти́нское се́льское поселе́ние — упразднённое муниципальное образование в составе Кикнурского района Кировской области России.
Центр — село Шапта.

## История
Шаптинское сельское поселение образовано 1 января 2006 года согласно Закону Кировской области от 07.12.2004 № 284-ЗО.
Законом Кировской области от 5 марта 2014 года № 389−ЗО, вступившим в силу 1 апреля 2014 года, Шаптинское сельское поселение объединено, вместе с остальными сельскими поселениями Кикнурского района, в Кикнурское сельское поселение с административным центром в деревне Ваштранга.

## Население
| 2010 | 2012 | 2013 |
| ---- | ---- | ---- |
| 900  | ↘827 | ↘776 |

## Состав
В состав поселения входят 16 населённых пунктов (население, 2010):
| - село Шапта — 377 чел.; - деревня Абрамово — 73 чел.; - деревня Березовка — 146 чел.; - деревня Большой Шудум — 66 чел.; - деревня Вершаки — 16 чел.; - деревня Гуслянка — 20 чел.; - деревня Ендур — 5 чел.; - деревня Куршаки — 0 чел.; | - деревня Лужанка — 89 чел.; - деревня Майда — 15 чел.; - деревня Марийская Толшева — 0 чел.; - село Падерино — 82 чел.; - деревня Потухино — 0 чел.; - деревня Русская Толшева — 1 чел.; - деревня Русская Шудумка — 2 чел.; - деревня Тимаево — 8 чел. |